# Грузијска византијска католичка црква
Католици грузијског византијског обреда су били католици грузијске националности или порекла који су византијског или „грчког“ обреда. Према објављеним изворима, католици грузијског византијског обреда више не постоје. 
Неки су третирали вернике католичке цркве у Грузији који следе византијски обред као посебну цркву. Тврдили су да је датум уједињења са Римом био 1861. или 1917. године. Такође се тврди да су 1930-их имали егзарха по имену Шио Батманишвили, и да је тада успостављен посебни апостолски егзархат за Грузијце византијског обреда.
У књизи Заборављени: католици Совјетског Савеза од Лењина преко Стаљина (The Forgotten: Catholics of the Soviet Union Empire from Lenin through Stalin) од оца Кристофера Зугера се каже да је почетком 1920-тих година девет мисионара конгрегације Безгрешног зачећа у Цариграду, на челу са епископом Шиоом Батмалашвилијем (можда мислећи на Шиа Батманишвилија), дошло у Грузију да тамо успостави Византијску католичку цркву и да је до 1929. заједница нарасла на 8.000. верника. Та византијска католичка мисија завршила хапшењем епископа Батмалашвилија 1928. године и убиствима његових свештеника. Сам епископ Батмалашвили је погубљен 1937. године. Ипак, Зугер цитира извештај да је до 1936. године „Византијска католичка црква Грузије имала две заједнице, којима су служили епископ и четворица свештеника, са 8.000 верника“, бројке врло сличне онима из 1929. године.
Зугер не наводи да су грузијски византијски католици икада били формално успостављени као самостална посебна црква, а није споменуто ни постављање такве јурисдикције за византијске грузијске католике у Acta Apostolicae Sedis, службеном гласилу Свете столице. Према томе, нема доказа да су грузијски католици византијског обреда у било ком тренутку конституисали аутономну цркву (sui iuris), јер канон 27 Законика о канонима источних цркава дефинише да ове цркве имају своју хијерархију и да су признате као аутономне врховном влашћу цркве.
До 1994. године, у годишњој публикацији Католички алманах наводио се „грузијски“ међу византијским обредима или аутономним одређеним црквама. Ово је напуштено 1995. године.